# مت گیلک
مت گیلک (انگلیسی: Matt Gilks؛ زادهٔ ۴ ژوئن ۱۹۸۲) بازیکن فوتبال اهل بریتانیا است.
از باشگاه‌هایی که در آن بازی کرده‌است می‌توان به باشگاه فوتبال بلکپول، باشگاه فوتبال روچدیل، باشگاه فوتبال نوریچ سیتی، باشگاه فوتبال ویگان اتلتیک، باشگاه فوتبال برنلی، و باشگاه فوتبال شروزبری تاون اشاره کرد.
وی همچنین در تیم ملی فوتبال اسکاتلند بازی کرده‌است.